# Fensterbach
Fensterbach è un comune tedesco di 2 476 abitanti, situato nel land della Baviera.